# عين البيضا (إدلب)
عين البيضا قرية سورية تتبع ناحية بداما في منطقة جسر الشغور في محافظة إدلب. بلغ عدد سكانها 405 نسمة في عام 2004 حسب إحصاء المكتب المركزي للإحصاء.